# 姬路殿
姬路殿（？—1641年6月16日）是安土桃山時代至江戶時代初期的女性。豐臣秀吉側室。父親是織田信包。母親是長野藤定的女兒。名称是源于居住在播磨國的姬路城。

## 略歷
在天正5年（1577年）的中国征伐期間，成為秀吉的側室，據說是被當時是清洲城城主的父親信包送出。生母長野氏在秀吉迎娶姬路殿為側室時，因為討厭身分低微的秀吉，曾一度被领回信包的宅邸。雖然受到秀吉寵愛，不過沒有誕下子女。在寬永18年（1641年）5月8日死去。戒名是妙勝院殿性岩壽真大姉。

## 登場作品
影視劇
- 大坂城之女（日语：大坂城の女）（1970年、KTV、演：楠侑子）
- 女太閤記（1981年、NHK大河劇、演：大塚邦子）
- 燃放愛情的戰國女子（日语：豊臣家の人々#映像作品）（1988年、TBS、演：森尾由美）
- 寧寧：女太閤記（2009年、TX、演：白江美佳）